# レオポルト・フォン・ランケ

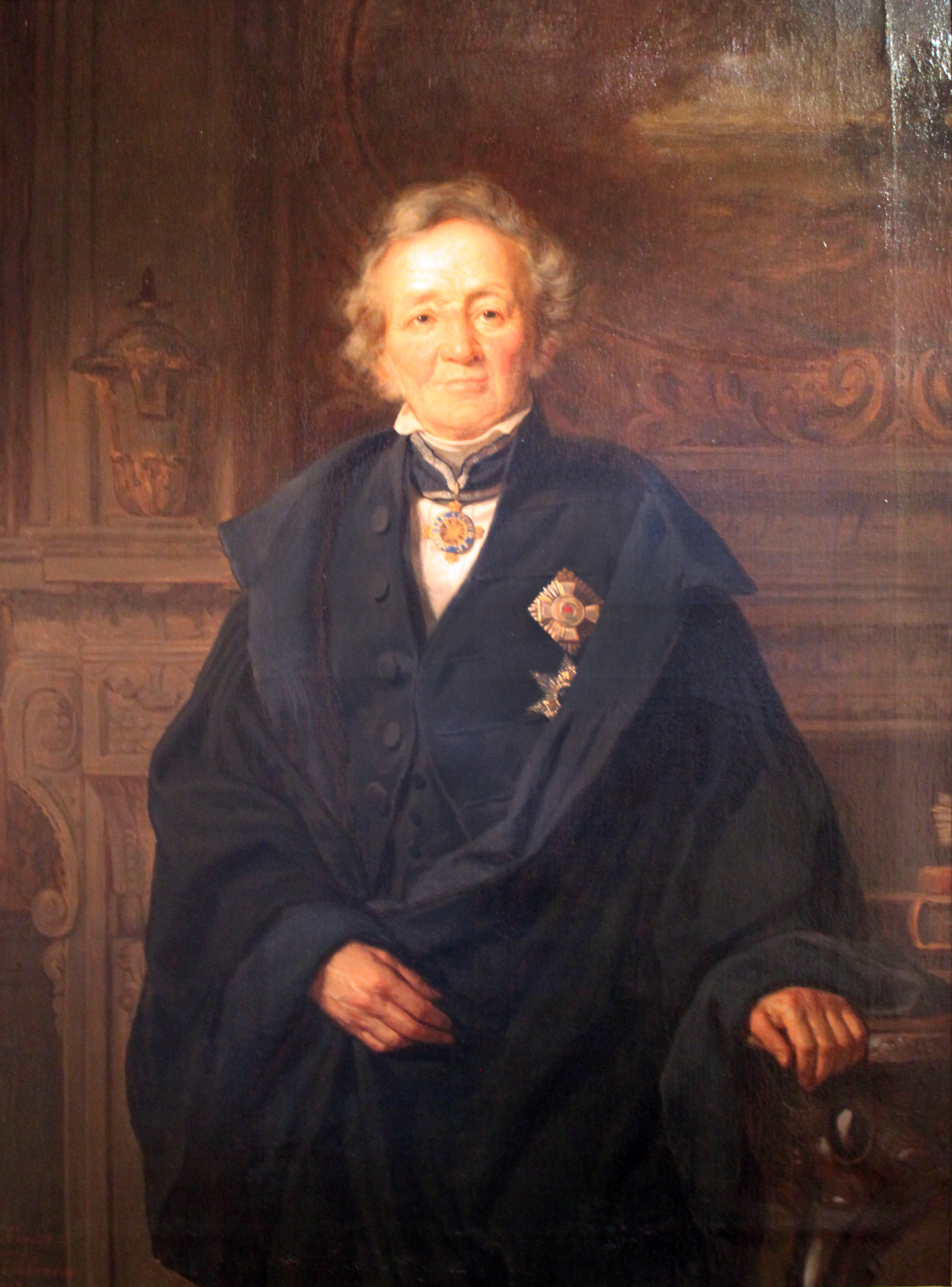
レオポルト・フォン・ランケ

レオポルト・フォン・ランケ（Leopold von Ranke, 1795年12月21日 - 1886年5月23日）は、19世紀ドイツの指導的歴史家。

## 業績
実証主義に基づき、史料批判による科学的な歴史学を確立した。ランケ以前の歴史研究者を「歴史家」、以降の歴史研究者を「歴史学者」と呼ぶように、ランケの業績は歴史学の画期となった。また、教育面では演習（ゼミナール）を重視した。「それは事実いかにあったのか」を探究する実証主義的な研究法と教育方法は、ドイツ国内のみならずイギリス・アメリカ、フランス、日本等の歴史学に大きな影響を与えた。

## 生涯
1795年12月21日にザクセン選帝侯国テューリンゲン地方ヴィーエに代々ルター派の牧師の家に生まれる。長じてライプツィヒ大学に入学して古典と神学を研究した。この時期に中世の史料講読法を習得した。1818年フランクフルト・アン・デア・オーデルのギムナジウムの教師となる。1825年に、ベルリン大学史学科助教授。1834年に同大学教授となる。1865年に貴族に列せられる。1886年5月23日ベルリンで89歳で没した。
ランケは、生家から影響された敬虔なルター派プロテスタントに、フィヒテの理想主義と、ゲーテの人間性の哲学を統合し、独自の歴史哲学を構築していった。また、他方では、18世紀の世界史観に、人間及び社会の個性と有機的な発展というロマン主義の原理を繋ぎ合わせていった。ランケ史学は、従来の啓蒙主義から派生した教訓的、実用的歴史学に対する批判に特徴がある。ランケは、あくまでも実際の事物がどのようなものであったかを発見しようとつとめた。
ランケの処女作である『ラテン及びゲルマン諸民族の歴史』Geschichte der romanischen und germanischen Völker von 1494 bis 1514 （1514年で執筆は中断された。1824年に公刊）には、既に以上のような歴史的思考法によって、ラテン、ゲルマン諸民族の西ヨーロッパにおける共同体の形成や、キリスト教と人文主義の文化価値の統合、キリスト教的神の世界史における影響などが余すことなく記述されている。この処女論文は彼の以後の歴史学を規定すると共に、ベルリン大学での50年間の教育活動への道を切り開いたものである。
ランケは、人物の性格研究に優れていた。特に初期の著作である、『ローマ教皇史』Die römischen Päpste in den letzen vier Jahrhunderten, (1834年〜1836年）において顕著である。彼は、近代ヨーロッパ社会の基軸を、教会と国家の関係の変化の中に見出していった。
ランケが記した諸国民史―『プロイセン史9巻』Neun Bücher preussischer Geschichte (1847年〜1848年）、『フランス史』Französische Geschichte, vornehmlich im sechzehnten und siebzehnten Jahrhundert (1852年〜1861年）、『イギリス史』Englische Geschichte, vornehmlich im sechzehnten und siebzehnten Jahrhundert (1859年〜1869年）は、16世紀および17世紀の近代国家の発展期を集中して記述したものである。
青年時代にランケは万国史や列国史ではない歴史叙述としての「世界史」の執筆の望みを持っていたが、晩年に、この作業に着手した。この『世界史』Weltgeschichte（1881年〜1888年）は、ランケの生前は神聖ローマ皇帝ハインリヒ4世までの記述で（死後、ランケの草稿をもとに15世紀半ばまで加筆された）断片的である。
また、ランケは、プロイセン王フリードリヒ・ヴィルヘルム4世と密接な関係にあり、復古主義に陥り、革命勢力に対しては公正とは言えなかった。『世界史』においても、時代遅れの観点をさらけ出しており、大英帝国の覇権や、アメリカ独立革命、帝政ロシアの膨張については触れていない。さらに資本主義社会や産業革命による産業社会の発達についても扱ってはいない。とは言え、彼の歴史像は限定されたものであったが、彼の影響は、ドイツにとどまらず欧米社会に波及し、近代歴史学研究法の創始者と目される。ランケは古文書学の優れた研究家であり、メッテルニヒ時代の外交政策、特に東方問題について深い見識を有していた。さらにそれから敷衍し、16世紀、17世紀全般の列強の興隆について研究を拡大していった。
組織者としても辣腕を振るい、1858年にはバイエルン王マクシミリアン2世のもとに「バイエルン学士院歴史学委員会」を創設し、こうした委員会により、文書や書簡の保存や刊行を指導した。
ベルリン大学では、演習（ゼミナール）形式を重視し、史料を方法的に分析し、経験的に解釈・判断するという方法を採り、バルトホルト・ゲオルク・ニーブールとならんで近代歴史学の祖といわれる。上述の『ローマ的・ゲルマン的諸民族の歴史』の付録として刊行された『近世歴史家批判』（1824年）は、厳密な史料批判をとおして科学的な近代歴史学の基礎を確立した著作として、画期的な意義をもつとして今も名高い。その後継者には、プロイセン学派のヨハン・グスタフ・ドロイゼンやハインリヒ・フォン・トライチュケがいる。また、最晩年の教え子にお雇い外国人として日本に実証主義的近代歴史学を伝えたルートヴィヒ・リースがいる。

## 批判
科学的で客観的な近代歴史学を確立したとされるランケであったが、早くも20世紀初頭に「科学的歴史学の創始者たちが自ら首唱した規則に従わないことがあまりにも多く」、「ランケは、次の世代に対して、れっきとしたランケ主義者だとはいえなかった」と批判が起きた。ランケが己の実践で行ったことは、特定の史料への偏りや恣意的な史料の選択、狭い範囲の史料を活用して多くの隠喩を用いた叙述であり、「ランケの著作はよくいわれるように「無色」などではなく、隠喩だらけ」であった。
ランケは若い頃、イギリスの歴史小説家ウォルター・スコットの作品に感銘を受けたが、実際に史料を調べて見ると、小説の内容が史実とはあまりにもかけ離れたものであることに衝撃を受け、厳密な史料批判による実証主義へ向かうことになった。この点ではランケの史料批判は学問的に大きな飛躍だったが、実際の歴史叙述の段階では、従来的手法が継承されていたわけであった。
ランケの史料批判の方法は、実践面において影響が残っている一方、（文献学だけにとどまらず、社会学、地理学、経済学等を取り入れた）より広範な着想である20世紀の歴史学や経験主義については、一部からは時代遅れで最早信用出来ないと看做されるようになった。20世紀半ばにカーや、ブローデルの挑戦を受けるまで、ランケ歴史学は歴史家を制約して来た。
ヴァルター・ベンヤミンは、歴史家は過去を "wie es eigentlich gewesen"（実際に起きたままに）

説明するべきである、と言うランケの格言の遺産について、「（19）世紀の最強麻薬に等しい」と痛烈に記述した。

## 主要論文・その他
- Fürsten und Völker von Süd-Europa im sechzehnten und siebzehnten Jahrhundert
- Deutsche Geschichte im Zeitalter der Reformation (1845-1847）
- Die deutschen Mächte und der Fürstenbund (1871-1872）
- Ursprung und Beginn der Revolutionskriege 1791 und 1792
- Hardenberg und die Geschichte des preussischen Staates von 1793 bis 1813

## 日本語訳
- 『強国論』相原信作訳、岩波文庫 1940（各・岩波版は度々復刊）
- 『政治問答 他一篇』相原信作訳、岩波文庫 1941
- 『世界史概観 近世史の諸時代』鈴木成高・相原信作訳、岩波文庫 1941、改版1961
- 『フリードリッヒ大王』溝辺龍雄訳、白水社 1941
- 『ランケ選集』下記のみ刊 三省堂 1942-1946

4 十九世紀ドイツ・フランス史、5 伝記、6 小論集、7 世界史論進講録・時代の動因・自伝
- 『ランケ選集』全4巻 千代田書房 1948（追加刊）

1 歴史・政治論、2 ローマ的・ゲルマン的諸民族史、3 世界史論進講録、4 十九世紀ドイツフランス史
各・訳者は、小林栄三郎・村岡晢・山中謙二・増田重光・村川堅固・祇園寺信彦・西村貞二・堀米庸三・讃井鉄男・林健太郎
- 『ランケ自伝』林健太郎訳、岩波文庫 1966
- 『世界の名著続11 ランケ』林健太郎責任編集[7]、中央公論社 1974。中公バックス 1980
『列強論』村岡晢訳、『宗教改革時代のドイツ史』渡辺茂訳　
  - 改訂版『宗教改革時代のドイツ史 I・II』中央公論新社<中公クラシックス> 2015。解説佐藤真一
- 『ドン・カルロス 史料批判と歴史叙述』祇園寺信彦訳、創文社 1975。講談社「創文社オンデマンド叢書」で再刊
- 『世界史の流れ』村岡晢訳、ちくま学芸文庫 1998

## 伝記研究
- 村岡晢『レーオポルト・フォン・ランケ　歴史と政治』（創文社、1983年）
- 佐藤真一『ランケと近代歴史学の成立』（知泉書館、2022年）
- ジョージ・P・グーチ『十九世紀の歴史と歴史家たち』（林健太郎・林孝子訳、筑摩書房〈筑摩叢書〉上・下、1971-74年）